# Пространство Орлича
Пространство Орлича — линейное нормированное пространство на множестве измеримых функций. Является обобщением пространств Лебега. Названы в честь развившего их теорию польского математика Владислава Орлича.

## Определение

### Определение 1
Пусть {\displaystyle M} — некоторая фиксированная {\displaystyle N}-функция, а {\displaystyle N} — дополнительная к ней {\displaystyle N}-функция; {\displaystyle G} — множество конечной меры.
Пространством Орлича {\displaystyle L_{M}^{*}} называется совокупность всех измеримых функций {\displaystyle u(x)},
удовлетворяющих условию {\displaystyle (u,v)=\int _{G}u(x)v(x)dx<\infty } при всех {\displaystyle v(x)}, таких что {\displaystyle \int _{G}N[u(x)]dx<\infty }.
В пространстве Орлича задана норма Орлича:
{\displaystyle \|u\|_{M}=\sup _{\rho (v,N)\leqslant 1}|\int _{G}u(x)v(x)dx|}.

### Определение 2
Пусть {\displaystyle M} — некоторая фиксированная {\displaystyle N}-функция.
Пространством Орлича {\displaystyle L_{M}^{*}} называется множество всех измеримых функций {\displaystyle u(x)}, имеющих конечную норму Люксембурга
{\displaystyle \|u\|_{(M)}=\inf\{k:\int _{G}M\left({\frac {u(x)}{k}}\right)dx\leqslant 1\}.}

### Эквивалентность определений
Норма Орлича и норма Люксембурга эквивалентны, а именно, для всякой {\displaystyle u} выполнены неравенства
{\displaystyle \|u\|_{(M)}\leqslant \|u\|_{M}\leqslant 2\|u\|_{(M)}.}
Таким образом, оба определения задают одно и то же пространство с одной топологией.

## Свойства
- {\displaystyle L_{M}^{*}} — банахово пространство.

- {\displaystyle L_{M}^{*}} сепарабельно тогда и только тогда, когда функция {\displaystyle M} удовлетворяет {\displaystyle \Delta _{2}}-условию[3].

- Назовем классом Орлича {\displaystyle L_{M}} множество таких измеримых функций, для которых {\displaystyle \int _{G}M[u(x)]dx<\infty .} Пространство Орлича {\displaystyle L_{M}^{*}} совпадает с классом Орлича {\displaystyle L_{M}} тогда и только тогда, когда {\displaystyle M} удовлетворяет {\displaystyle \Delta _{2}}-условию.

- Пространством {\displaystyle E_{M}} назовем наибольшее линейное пространство, вложенное в {\displaystyle L_{M}}. Если {\displaystyle M} удовлетворяет {\displaystyle \Delta _{2}}-условию, {\displaystyle E_{M}=L_{M}=L_{M}^{*}}. В противном случае {\displaystyle E_{M}\varsubsetneq L_{M}\varsubsetneq L_{M}^{*}}.

- {\displaystyle E_{M}} сепарабельно и является замыканием пространства непрерывных функций по норме Орлича.

- {\displaystyle L_{M}^{*}} является сопряженным пространством к {\displaystyle E_{N}}, где {\displaystyle M} и {\displaystyle N} — дополнительные друг к другу {\displaystyle N}-функции.

- Если {\displaystyle M_{1}\prec M_{2}}[4], то {\displaystyle L_{M_{2}}^{*}\subset L_{M_{1}}^{*}}. Верно и обратное.

## Примеры
- Если {\displaystyle M(x)=|x|^{p},\ p\in (1,\infty )} то {\displaystyle L_{M}^{*}=L_{p}}.